# Polesie

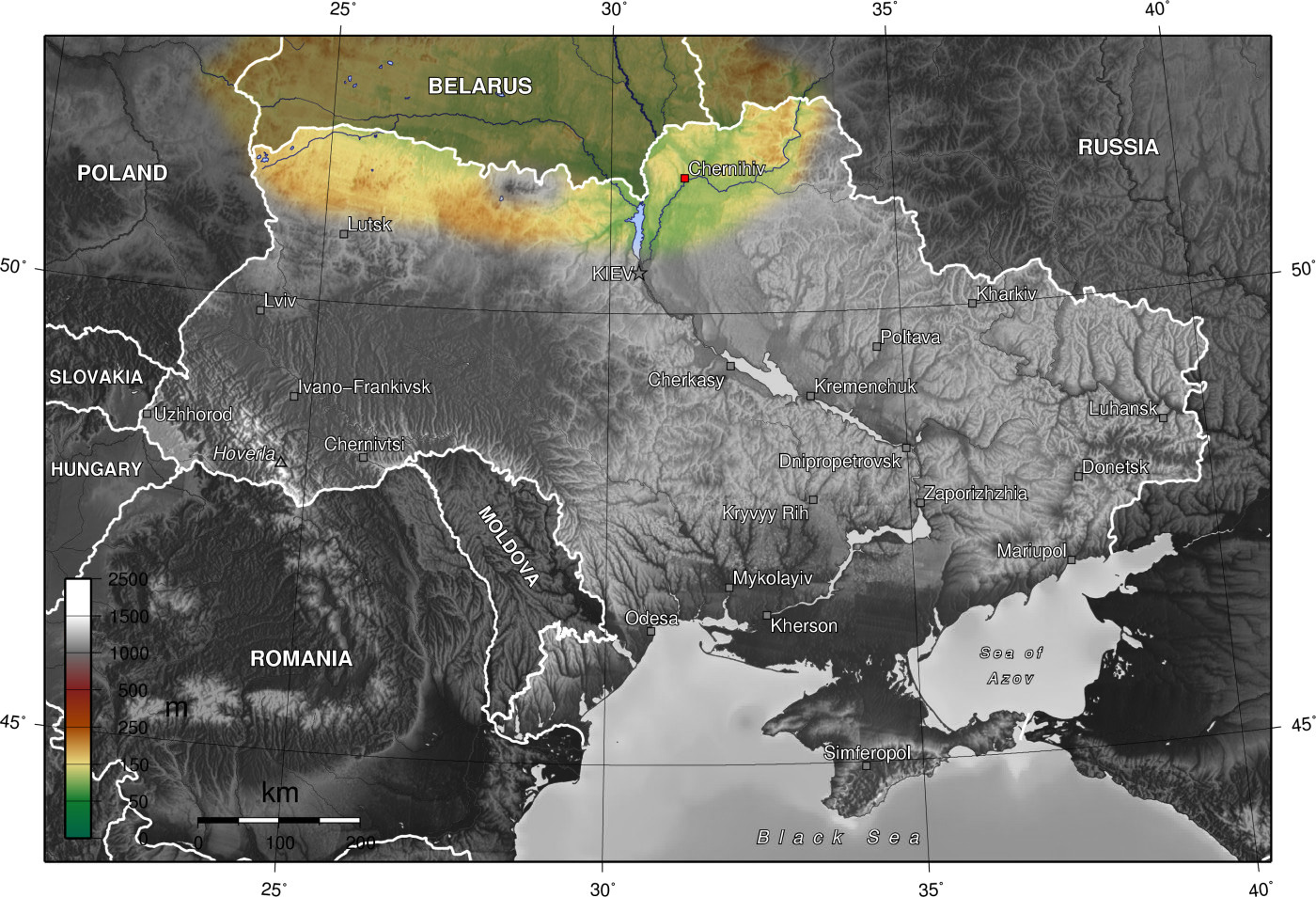
Nizina Poleska na terenie Polski, Białorusi, Ukrainy i Rosji

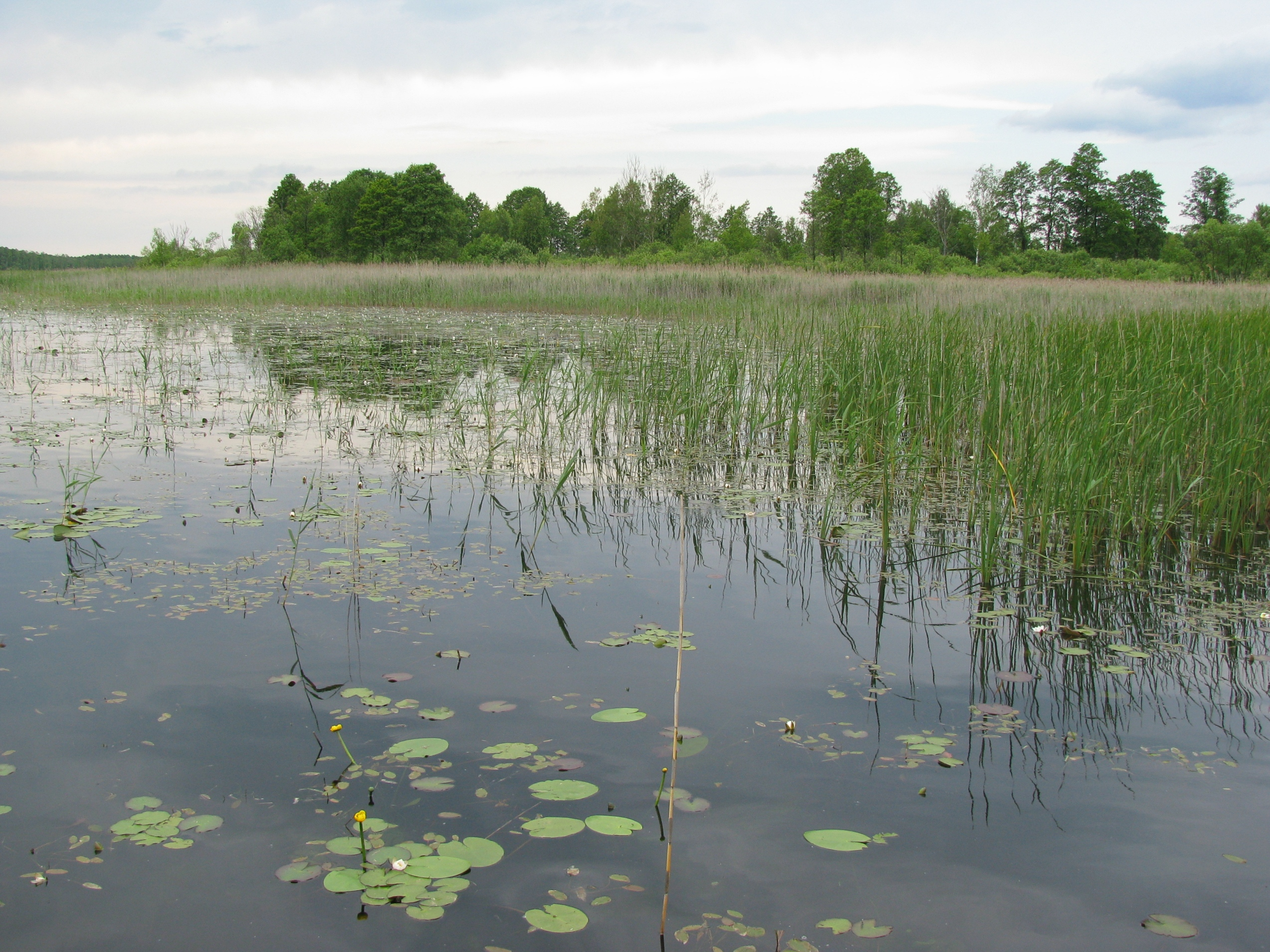
Jezioro Łukie w polskiej części Polesia

Prypeć – główna rzeka Polesia

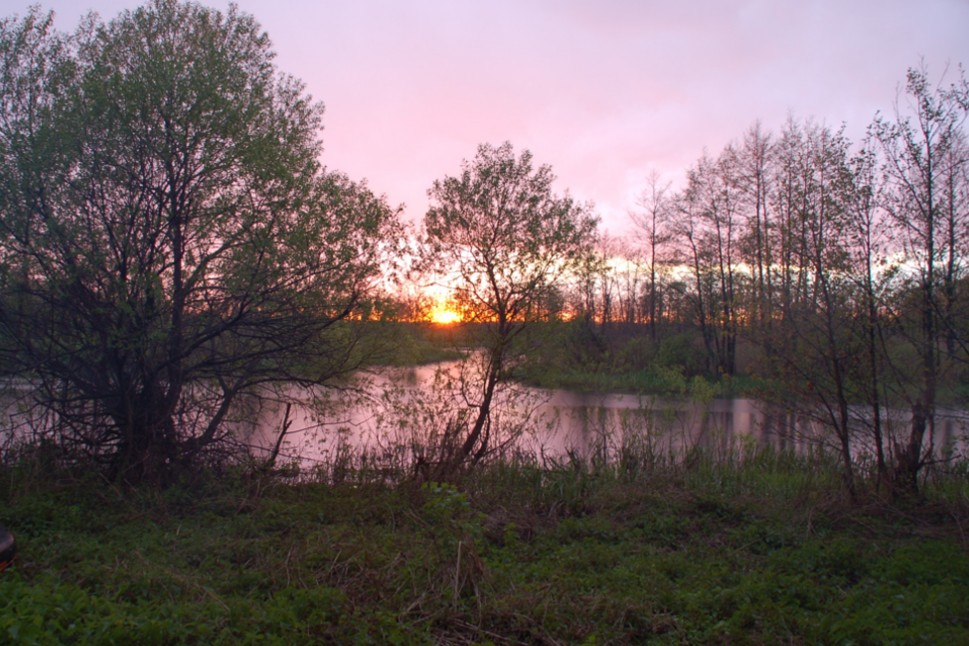
Rzeka Lwa w białoruskiej części Polesia

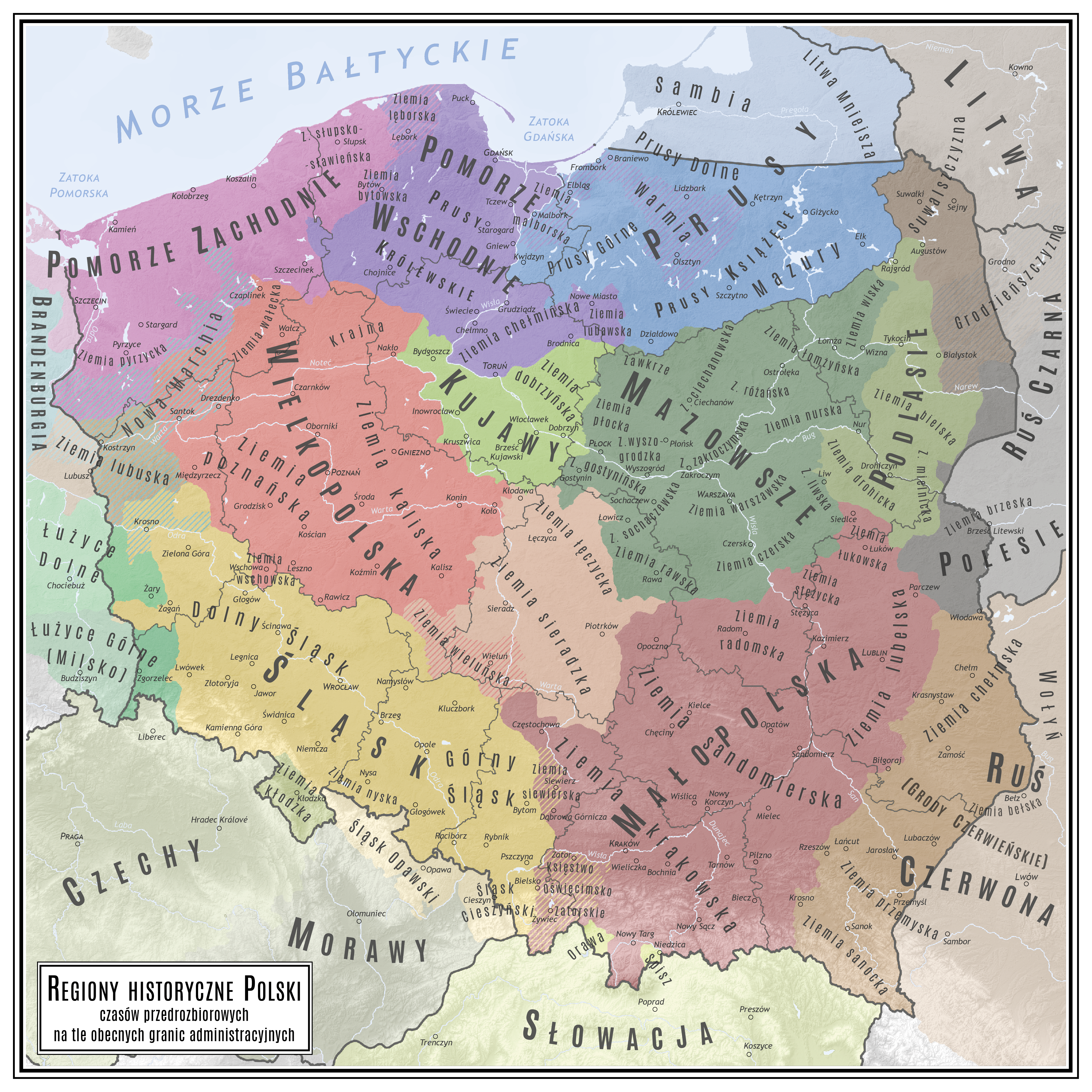
Polesie i inne krainy historyczne Polski na tle współczesnych granic administracyjnych

Polesie (biał. Палессе, ukr. Полісся, ros. Полесье) (845) – kraina geograficzna i historyczna, zlokalizowana głównie na terytorium obecnej Białorusi i Ukrainy oraz częściowo Polski i Rosji, stanowiąca południowo-zachodnią część Niżu Wschodnioeuropejskiego.
Główne miasta to Brześć, Pińsk, Mozyrz, Homel i Czernihów.

## Geografia
Polesie jest równiną w dorzeczu Prypeci i Bugu, wznoszącą się 100–250 m n.p.m. (maks. 316 m). Rozciąga się między wysoczyznami białoruskimi na północy a Wyżyną Wołyńską na południu.
Wody gruntowe zalegające tuż pod powierzchnią tworzą płytkie jeziora i rozległe bagna. Na terenie Polesia występują liczne rzeki, a miejscami wśród bagien nieco wyższe równiny morenowe i lodowcowo-wodne oraz utrwalone wydmy. Na południu wzniesienia ze skał starszego podłoża (margle kredowe i granity). Od początku XX w., zwłaszcza w okolicach Saren, funkcjonują kamieniołomy. Blisko połowę powierzchni zajmują bagna i związane z nimi kompleksy torfowisk. Występują złoża ropy naftowej, węgla brunatnego i torfu. Niegdyś eksploatowana była także ruda darniowa.
Roślinność obfituje w relikty glacjalne (wierzba lapońska, brzoza niska) oraz bagienne lasy łęgowe i olsy (z olszą czarną). Na terenach wyżej wzniesionych występują bory sosnowe i lasy mieszane, a w południowej części rośnie w nich różanecznik żółty (Rhododendron luteum).
Tereny zalesione zajmują ok. 30% powierzchni Polesia.

### Geografia polskiego Polesia

#### Polesie Zachodnie
Polesie Zachodnie (Polesie Podlaskie, Polesie Lubelskie) (845,1), stanowi północno-zachodnią część Polesia, w lewym dorzeczu Bugu. Pod względem geologicznym należy do platformy prekambryjskiej – na północy skały prekambru są przykryte utworami jury, kredy i kenozoiku, na południu utworami paleozoiku, z karbońskimi złożami węgla kamiennego (Lubelskie Zagłębie Węglowe), a także osadami jury, kredy z kenozoiku.
Występowanie na powierzchni lub na małych głębokościach rozpoznanych margli wieku kredowego przyczyniło się do rozwoju na Polesiu Zachodnim zjawisk krasowych. Powstały skupienia jezior pochodzenia krasowego lub termokrasowego lub ałasowe na Równinie Łęczyńsko-Włodawskiej (największe Uściwierz, najgłębsze Piaseczno – 38,8 m i inne: Łukie, Bikcze, Krasne). Geneza tych jezior przez wielu badaczy jest podawana w wątpliwość, trudno jednoznacznie stwierdzić, jakiego typu są to jeziora.
Znaczną powierzchnię (ponad 300 km²) zajmują torfowiska (największe Krowie Bagno oraz Bagno Bieleckie).

#### Polesie Wołyńskie
Polesie Wołyńskie, lekko pofalowana równina między Polesiem Zachodnim na północy, Wyżyną Lubelską na zachodzie i południu oraz Wyżyną Zachodniowołyńską na południowym wschodzie. Obszar ten ma cechy przejściowe. Wśród równin wznoszą się garby zbudowane z margli kredowych i piaskowców trzeciorzędowych, często o znacznych wysokościach (najwyższe między Rejowcem Fabrycznym a Chełmem, 240–260 m). W granicach Polski wyróżnia się na Polesiu Wołyńskim 3 mniejsze jednostki fizycznogeograficzne: Obniżenie Dorohuckie i Obniżenie Dubieńskie oraz Pagóry Chełmskie. Na tym obszarze istnieją 3 parki krajobrazowe i 12 rezerwatów przyrody.

#### Poleski Park Narodowy
W 1990 roku utworzono na terenach Polesia leżących w Polsce Poleski Park Narodowy.

## Historia

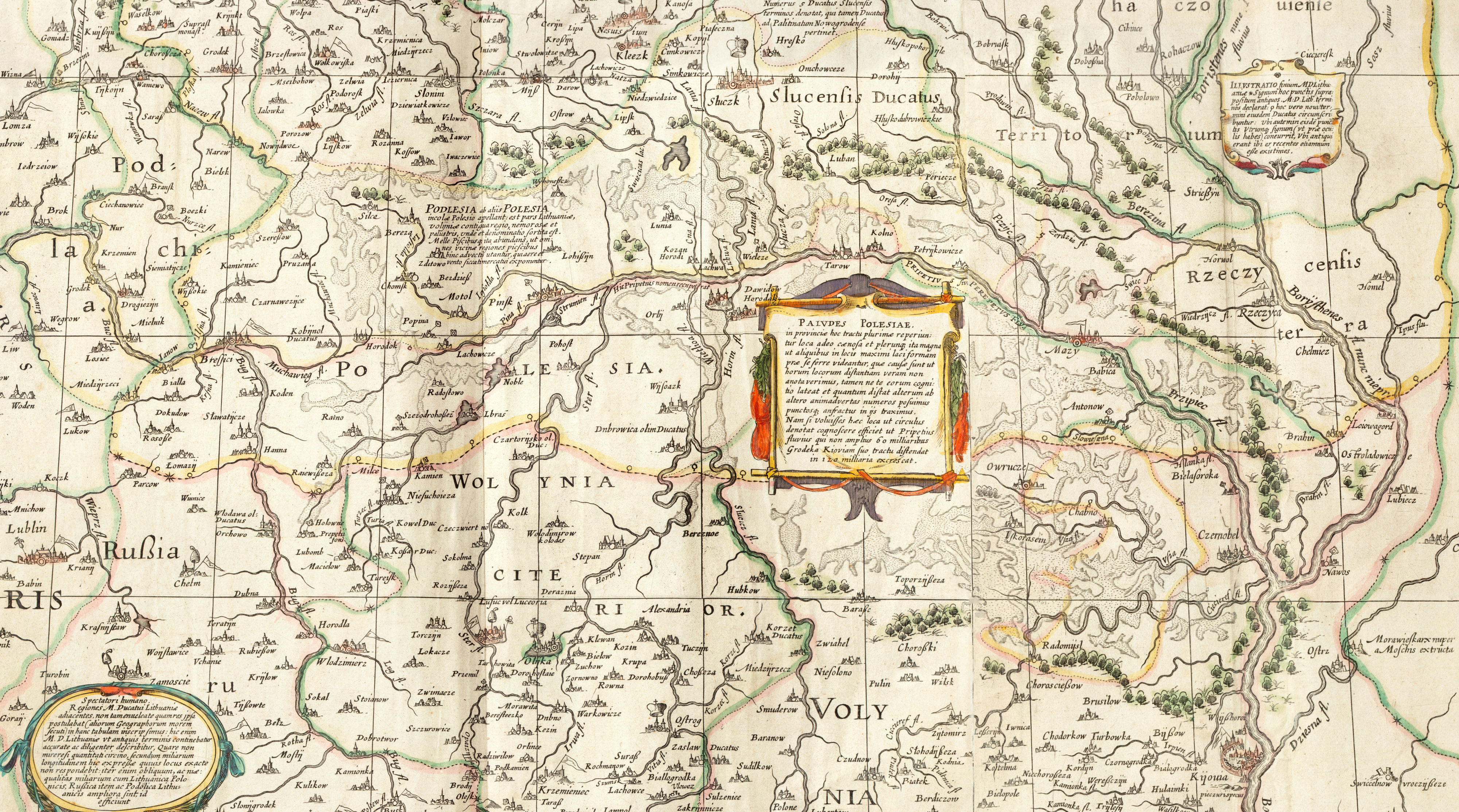
Polesie na mapie radziwiłłowskiej z 1613 roku

Polesie i Nowogródczyzna na mapie z 1665 roku

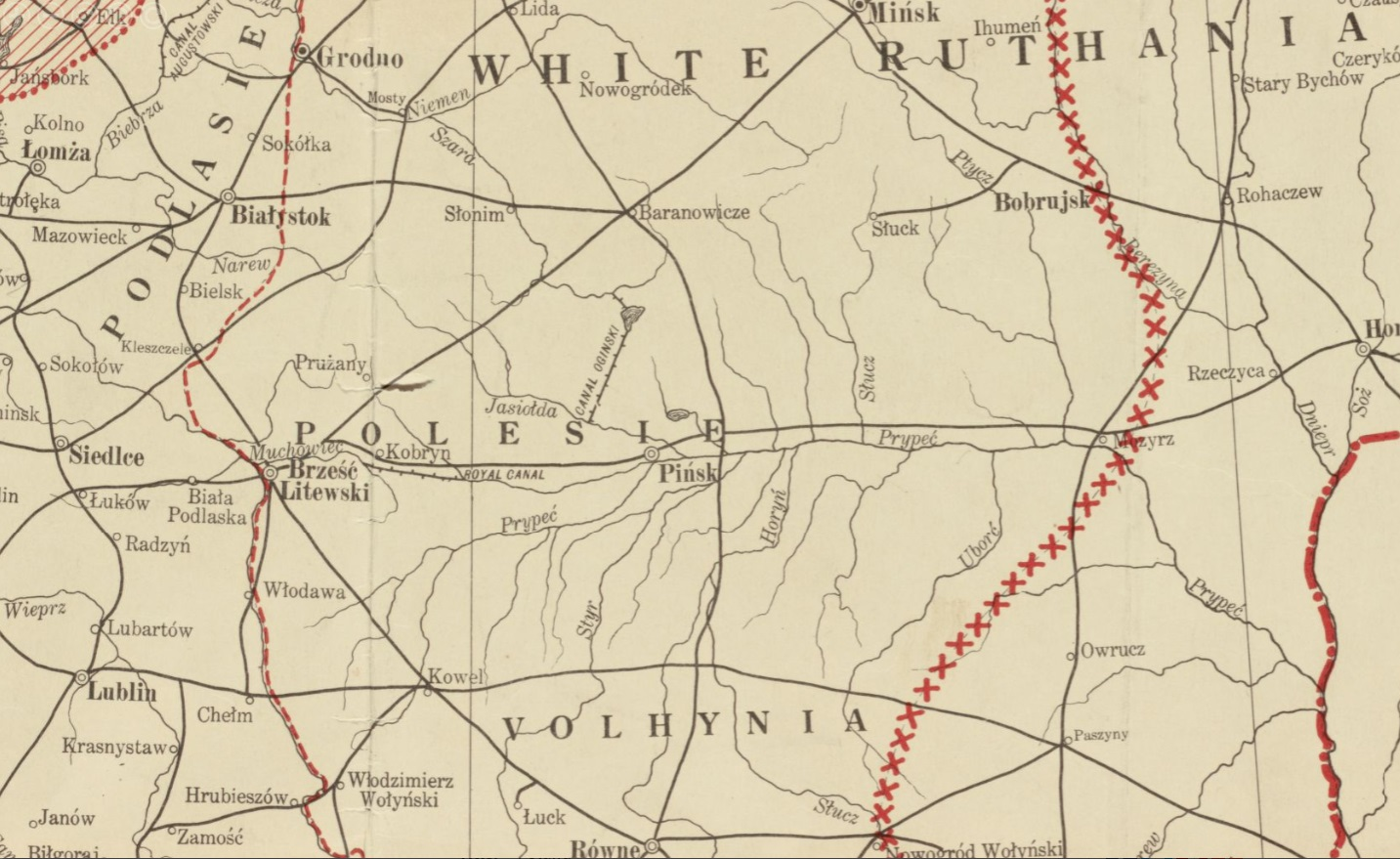
Polesie na mapie Polski z 1920 roku (po lewej widoczna linia frontu w maju)

W średniowieczu większa część obecnego obszaru Polesie była zamieszkana prawdopodobnie przez Dregowiczów. Przebiegała tędy jedna z bocznych odnóg szlaku od Waregów do Greków. Fragment Polesia (położony głównie na zachód od rzeki Bug, czyli na terenie współczesnej Polski) wszedł w skład Polski Mieszka I najprawdopodobniej ok. 970 roku. Od końca X wieku Polesie podlegało Rusi Kijowskiej (również ta część na zachód od Bugu przejęta od Polski), w czasie rozdrobnienia dzielnicowego – księstwo turowsko-pińskie, w 1341 przyłączone przez Giedymina do Wielkiego Księstwa Litewskiego (od 1385 w unii z Polską). Do rozwoju Polesia przyczyniła się zwłaszcza królowa Bona, która w 1523 otrzymała Pińsk.
Po unii lubelskiej z 1569 roku całe Polesie znalazło się w granicach Rzeczypospolitej Obojga Narodów (I Rzeczypospolitej). Podzielone było między Wielkie Księstwo Litewskie – Polesie Litewskie (województwo brzeskolitewskie i część mińskiego) i Koronę Królestwa Polskiego – Polesie Wołyńskie (część wołyńskiego i kijowskiego). Teren położony na południe od Pińska nazywano Zarzeczem, a położony na północ Zahorodziem. W węższym znaczeniu Polesiem nazywano tylko województwo brzeskolitewskie i tak występuje na ówczesnych mapach.
W 1596 w Brześciu Litewskim zawarto unię brzeską łączącą Cerkiew prawosławną na terenie Rzeczypospolitej z Kościołem katolickim i tworzącą z niej Kościół unicki (greckokatolicki). W Pińsku natomiast powstało kolegium jezuitów, w którym prowadził działalność Andrzej Bobola.
W drugiej połowie XVIII wieku z inicjatywy polskiego króla Stanisława Augusta oraz hetmana wielkiego litewskiego Michała Kazimierza Ogińskiego podjęto plany modernizacji Polesia i wykorzystania szlaków rzecznych do połączenia zlewisk Morza Bałtyckiego i Morza Czarnego. Zbudowano wówczas Kanał Ogińskiego (1765–1783) oraz pierwszą część Kanału Królewskiego (1775–1784) łączącego dorzecze Bugu i Dniepru, które używane są do dziś.
Po III rozbiorze Polski w 1795 r. tereny województwa brzeskiego (Polesia) położone na wschód od Bugu znalazły się w zaborze rosyjskim na tzw. Ziemiach Zabranych (w granicach guberni grodzieńskiej i mińskiej). Natomiast tereny Polesia położone na zachód od Bugu (Włodawa czy Biała Podlaska) znalazły się w 1795 r. przejściowo pod zaborem austriackim, jednak w 1809 roku tę część Polesia przyłączono do Księstwa Warszawskiego, a w 1815 r. do Królestwa Polskiego pod panowaniem Imperium Rosyjskiego, czyli również w zaborze rosyjskim. Ostatecznie tereny Polesia na wschód Bugu dostały się pod zabór rosyjski w 1795 roku, a te położone na zachód od Bugu dopiero w 1815 roku. Region Polesia był obszarem działań w trakcie powstania listopadowego 1831, a zwłaszcza licznych bitew i potyczek w trakcie powstania styczniowego 1863. Na terenie Polesia czasowo mieszkali Eliza Orzeszkowa (w Ludwinowie) i Józef Ignacy Kraszewski (w Romanowie), a szczególnie związana z nim była Maria Rodziwiczówna, która przez ponad 50 lat gospodarzyła majątkiem Hruszowa w powiecie kobryńskim.
W czasie I wojny światowej okupowane przez Niemców, a następnie na mocy I traktatu brzeskiego z lutego 1918 oddane Ukraińskiej Republice Ludowej. W latach 1918–1919 w wyniku wojny ukraińsko-sowieckiej opanowane przez bolszewików. W 1919 roku w wojnie polsko-sowieckiej w wyniku wiosennej ofensywy wojsk polskich pod dowództwem gen. Antoniego Listowskiego zachodnie Polesie z Brześciem nad Bugiem, Pińskiem i Łunińcem, a także Białą Podlaską i Włodawą powróciło do Polski. Po traktacie ryskim wschodnia część znalazła się w granicach Rosji Sowieckiej (od 1929 r. Białoruskiej SRR).
W okresie międzywojennym podejmowano kolejne próby modernizacji Polesia, które pod względem cywilizacyjnym należało do najbardziej zacofanych regionów Polski. Wielkie obszary regionu były praktycznie niedostępne, a ich ludność przez wiele miesięcy odcięta od cywilizacji. Wskaźnik analfabetyzmu był największy w kraju, więc rozwijano działalność oświatową. W 1926 w szkołach województwa poleskiego uczyło się 316 400 dzieci narodowości polskiej, białoruskiej, ukraińskiej, poleskiej i żydowskiej. Prowadzono również meliorację podmokłych terenów oraz komunikowano region z resztą kraju. W tym celu wyremontowano zbudowaną w 1886 roku Kolej Poleską i zmieniono jej szerokie tory z czasów rosyjskich na tory europejskie. Odbudowano również Kanał Ogińskiego (1923–1927) i wyremontowano Kanał Królewski (1929–1939). Po Bugu i Pinie poruszały się statki parowe oraz mniejsze łodzie. Liczący wówczas 32 tys. mieszkańców Pińsk był miastem powiatowym i posiadał dwie rzeczne przystanie. Ponadto od kampanii 1919 roku na rzekach poleskich (tzw. morzu pińskim) pływała Flotylla Pińska wchodząca w skład Marynarki Wojennej.
W okresie sanacji na terenie Polesia istniał obóz w Berezie Kartuskiej, w którym internowano opozycyjnych działaczy. W twierdzy brzeskiej w Brześciu nad Bugiem osadzono aresztowanych w 1930 r. przywódców Centrolewu, osądzonych następnie w procesie brzeskim.
W czasie wojny obronnej 1939 trudno dostępne Polesie z twierdzą w Brześciu nad Bugiem stanowiło jeden z ostatnich obszarów obrony wojska polskiego. W dniach 14-17 września miała miejsce obrona twierdzy brzeskiej przed oddziałami niemieckimi. W dorzeczu Prypeci sformowano Samodzielną Grupę Operacyjną „Polesie” pod dowództwem gen. Franciszka Kleeberga. Po agresji sowieckiej 17 września grupa "Polesie" walczyła z dwoma najeźdźcami. Stoczona przez nią bitwa pod Kockiem (2-6 października) była ostatnią bitwą kampanii wrześniowej.
22 września 1939 w Brześciu odbyła się wspólna parada zwycięstwa Wehrmachtu i Armii Czerwonej. W wyniku porozumień niemiecko-sowieckich całe terytorium Polesia znalazło się pod okupacją sowiecką. Większość terenu została włączona do Białoruskiej Republiki Radzieckiej, natomiast południowy pas ziemi (okolice Klesowa, Rokitnego, Saren) został włączony do Ukraińskiej SRR. W okresie okupacji niemieckiej od 1941 do 1944 roku Polesie podległe było Komisariatowi Rzeszy Ukraina z siedzibą w Równem. Latem 1941 roku, niedługo po wybuchu wojny niemiecko-radzieckiej, Brygada Kawalerii SS przeprowadziła na Polesiu szeroko zakrojoną akcję eksterminacyjną. Jej ofiarą padło prawdopodobnie od 24 tys. do 30 tys. mężczyzn, kobiet i dzieci, w większości Żydów. Był to jeden z przełomowych momentów w historii Zagłady, gdyż to wtedy jednostki SS przystąpiły po raz pierwszy do systematycznego mordowania wszystkich Żydów bez względu na wiek i płeć.
Po II wojnie światowej i przymusowej zmianie granic państwowych Polsce zwrócono jedynie niewielki skrawek byłego województwa poleskiego, na reszcie terytorium pozostał stan taki, jaki był w okresie okupacji w roku 1940. Przy Polsce pozostał także fragment Polesia, który przed II wojną światową położony był w województwie lubelskim (tzw. Polesie Zachodnie lub Lubelskie z Włodawą i Białą Podlaską). Dziś stanowi pogranicze Białorusi i Ukrainy i częściowo Polski.
W 1986 roku w pobliżu miasta Prypeć, nastąpiła katastrofa w czarnobylskiej elektrowni jądrowej, w wyniku której część wschodniego Polesia została zamknięta i wyłączona z użytkowania.
Polesie ma również znaczenie strategiczne w naturalny sposób dzieląc "teatr wojny" na dwie części, na kierunek białoruski i ukraiński. Regułę tę potwierdzają prowadzone w Europie środkowo-wschodniej działania wojenne od czasów średniowiecza do II wojny światowej.

## Ludność

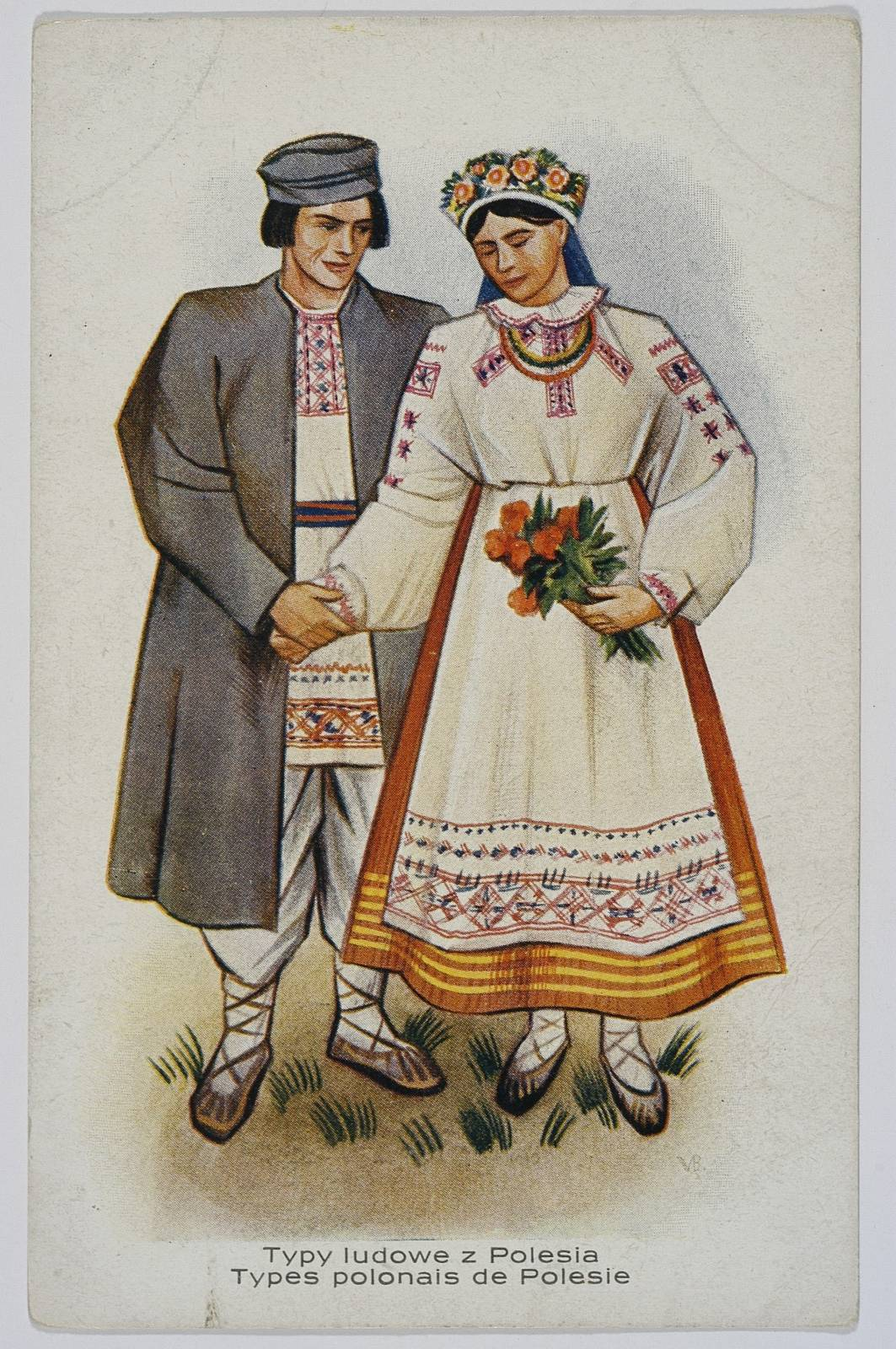
Mieszkańcy Polesia w strojach ludowych, 1908

Rdzenną wiejską ludnością zamieszkującą Polesie byli Poleszucy, którzy prawdopodobnie byli potomkami Dregowiczów i innych sąsiednich ludów. Od XVI wieku następowały osadnictwo polskie i polonizacja litewskich i ruskich bojarów oraz innych grup ludności Polesia. Polskość dominowała wśród ziemian, szlachty i części mieszczan. W miastach większość często stanowili Żydzi. Powstawały także, choć mniej licznie, polskie wioski (polskich chłopów). Ludność Wielkiego Księstwa Litewskiego określano wspólnym mianem Litwinów (w znaczeniu historycznym), jednak oznaczało to całkowicie co innego niż Litwini (Bałtowie) we współczesnym znaczeniu.
Poleszucy nie stanowili odrębnego narodu. Określali oni siebie mianem „tutejszych” i często nie mieli wykształconej żadnej tożsamości narodowej, a posługiwali się "prostą mową", dialektem mieszanym języków ukraińskiego, białoruskiego i częściowo polskiego. W okresie przedrozbiorowej I Rzeczypospolitej wśród ludności wiejskiej dominowało greckokatolickie wyznanie unickie (eparchia pińsko-turowska), a po rozbiorach i w okresie zaborów zmuszono ją do przyjęcia prawosławia. Część rdzennej ludności wyznawała katolicyzm, zwłaszcza w północnej i zachodniej części Polesia.
Według kolejnych spisów ludności na Polesiu w 1897 dominował język "małoruski", w 1919 і 1921 białoruski, a w 1931 "tutejszy". Wynikało to z braku poczucia tożsamości narodowej większości Poleszuków.
Całkowicie inaczej sprawa wyglądała na terenie Polesia położonego na zachód od rzeki Bug (tj. fragment Polesia położony na terenie współczesnej Polski obejmujący okolice Białej Podlaskiej i Włodawy), gdzie przed I wojną światową, czyli przed 1914 rokiem, zdecydowanie przeważali katolicy i Polacy (ludzie o polskiej tożsamości), choć liczba Polaków była bardzo mocno zaniżana przez zaborcze władze rosyjskie.
Według spisu z 1921 roku województwo poleskie zamieszkiwało 888 898 mieszkańców, w tym było 24,3% Polaków, 17,8% Rusinów (Ukraińców), 10,4% Żydów, 4,4% "Poleszuków", 42,5% Białorusinów oraz nieznaczna liczba Niemców i Litwinów. Jednak spis ten przeprowadzony był tuż po wojnie polsko-sowieckiej w nieustabilizowanej jeszcze sytuacji demograficznej i obciążony był poważnymi wadami.
Według spisu z 1931 województwo poleskie (pomniejszone o jeden powiat) zamieszkiwało 1 131 939 osób, z których posługiwało się językiem polskim 14,5%, ukraińskim 4,8%, białoruskim 6,7%, "tutejszym" 62,4%, jidysz lub hebrajskim 10% i rosyjskim 1,4%. Spis z 1931 roku zawierał już kategorię „język tutejszy”, którą zdeklarowała zdecydowana większość mieszkańców, podobnie jak wyznanie prawosławne.
W części Polesia położonej na zachód od rzeki Bug (znajdującej się w granicach województwa lubelskiego) dominowali Polacy (ludzie deklarujący narodowość polską) i wyznawcy katolicyzmu, zarówno według spisu tego z 1921 roku, jak i tego z 1931 roku.
Warto jednak pamiętać, że województwo poleskie nie obejmowało całości Polesia. Jego wschodnia część leżała wówczas w Związku Radzieckim, południowa należała do województwa wołyńskiego, a zachodnie skrawki (na zachód od Bugu) do województwa lubelskiego. Jednak warto zaznaczyć, że Polacy dominowali tylko w części Polesia położonej na terenie województwa lubelskiego (tj. na zachód od Bugu), na obszarze Polesia położnego na terenie województwa poleskiego i wołyńskiego (tj. na wschód od Bugu) Polacy stanowili tylko największą mniejszość, podczas gdy większość stanowili "Poleszucy/Tutejsi" (województwo poleskie) lub Ukraińcy (Polesie Wołyńskie na obszarze woj. wołyńskiego), o wiele rzadziej Białorusini, tj. ludzie deklarujący narodowość białoruską.
W wyniku operacji polskiej NKWD w latach 1937–1938 wysiedlono Polaków ze wschodniego Polesia w głąb Związku Sowieckiego, a część zabito. Po 1939 nastąpiły kolejne wysiedlenia z zajętych przez Sowietów terenów II Rzeczypospolitej. W latach 1944–1946 w ramach pierwszej fali "repatriacji", a w latach 1955–1959 w ramach drugiej fali, wysiedlono do Polski znaczną część mieszkających tu Polaków.

## W sztuce i literaturze
Polesie jest tematem wielu utworów z klasyki polskiej literatury. Obecne jest zwłaszcza w twórczości Józefa Ignacego Kraszewskiego (Ulana, Budnik, Macocha, Jermoła, Wspomnienia Wołynia, Polesia i Litwy), Elizy Orzeszkowej (Gloria victis), Józefa Weyssenhoffa (Puszcza), Zofii Kossak-Szczuckiej (Błogosławiona wina) czy Marii Rodziewiczówny (Lato leśnych ludzi, Florian z Wielkiej Hłuszy, Czahary, Hrywda, Macierz, Z Głuszy, Polesie).
Swoje poezje poświęcili "błotom poleskim" Władysław Syrokomla czy Wincenty Pol. Etnograficznie Polesie badał Oskar Kolberg (Białoruś-Polesie). Ukazał się również przewodnik turystyczno-krajoznawczy Mieczysława Orłowicza (Wołyń i Polesie). Krainę tę w swoich książkach podróżniczych opisywali również Ferdynand Ossendowski (Polesie, W polskiej dżungli), a w swoich reportażach Józef Mackiewicz (Bunt rojstów). Współcześnie ukazał się także zbiór reportaży Małgorzaty Szejnert (Usypać góry. Historie z Polesia).
Motyw Polesia pojawia się jako temat w malarstwie Juliana Fałata, Józefa Chełmońskiego, Henryka Weyssenhoffa, Leona Wyczółkowskiego, Czesława Wasilewskiego, Alfreda Wierusza Kowalskiego czy rosyjskiego malarza Iwana Szyszkina.

Iwan Szyszkin, Krajobraz poleski (1884)
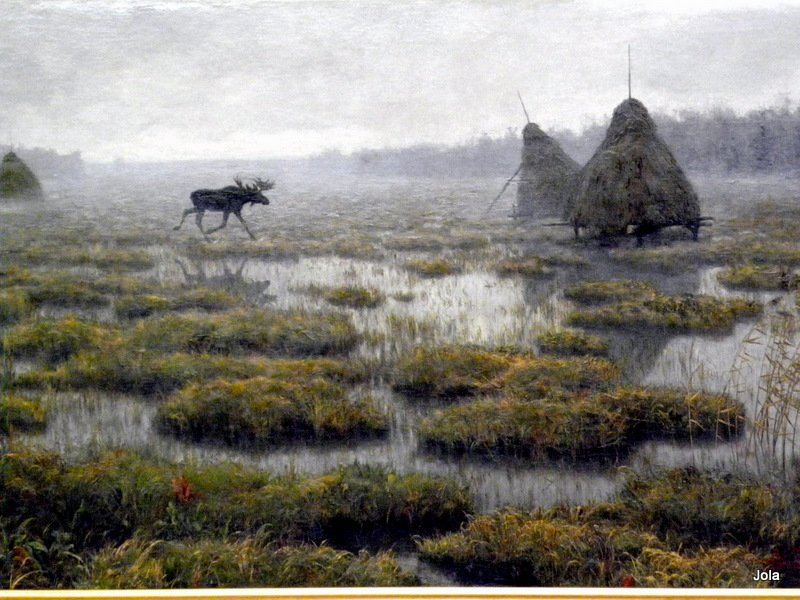
Henryk Weyssenhoff, Łoś na poleskich błotach
Iwan Szyszkin, Błota. Polesie (1890)
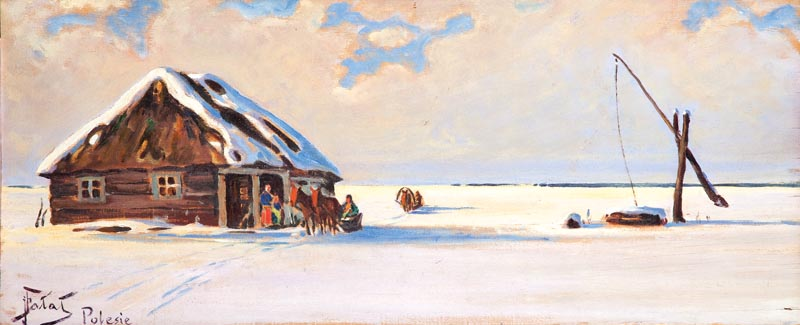
Julian Fałat, Zima na Polesiu

Na Ukraińskim Polesiu była rozpowszechniona specyficzna tradycja pisania (ikony są wymodlone) ikon. Obrazy były pisane na tle lasów, nieba, także dekorowane kwiatami, co traktowano jak rudyment czasów pogańskich. Olbrzymia kolekcja ikon Ukraińskiego Polesia stanowi część zbiorów Muzeum Ukraińskich Ikon Domowych kompleksu historyczno-kulturalnego „Zamek Radomyśl”, który znajduje się w miasteczku Radomyśl (obwód żytomierski, Ukraina).